# 8527 Katayama
8527 Katayama este un asteroid din centura principală de asteroizi.

## Descriere
8527 Katayama este un asteroid din centura principală de asteroizi. A fost descoperit pe 28 septembrie 1992 la Kitami de Kin Endate și Kazuro Watanabe. El prezintă o orbită caracterizată de o semiaxă mare de 2,26 ua, o excentricitate de 0,18 și o înclinație de 7,4° în raport cu ecliptica.